# 日本中学生アメリカンフットボール選手権
日本中学生アメリカンフットボール選手権（にほんちゅうがくせいアメリカンフットボールせんしゅけん）は、東京都アメリカンフットボール協会主催、日本中学生アメリカンフットボール協会主管の中学生日本一決定戦である。毎年1月に行われる。関東中学生アメリカンフットボール協会、関西中学校アメリカンフットボール連盟、チェスナットリーグが協力している。最多優勝は関西学院中学部の4回である。
7月（2023年からは6月）には、春の日本一決定戦（東西中学選手権）のマリンボウルが開催されている。こちらも、最多優勝は関西学院中学部の3回である。

## 大会規定
- アメリカンフットボール公式規定に準拠。但し、タックルを行わず両手タッチにてプレイ終了。第4Q終了時に同点の場合はタイブレークシステムにて優勝チームを決定。

## 歴代成績
| 回 | 開催日        | 関東／東日本                 | スコア   | 関西／西日本                       |
| -- | ------------- | ---------------------------- | -------- | ---------------------------------- |
| 1  | 2014年1月12日 | 世田谷ブルーサンダース       | 6-13     | 池田ワイルドボアーズ               |
| 2  | 2015年1月12日 | 佼成学園中学校ロータス       | 14-8     | 池田ワイルドボアーズ               |
| 3  | 2016年1月11日 | 世田谷ブルーサンダース       | 0-16     | 高槻中学校ワイルドイーグルス       |
| 4  | 2017年1月9日  | 佼成学園中学校ロータス       | 13-30    | 関西学院中学部ジュニアファイターズ |
| 5  | 2018年1月8日  | 川崎グリーンライズ相模原     | 10-7     | 啓明学院中学校セインツ             |
| 6  | 2019年1月14日 | オービックジュニアシーガルズ | 12-26    | 啓明学院中学校セインツ             |
| 7  | 2020年1月13日 | 佼成学園中学校ロータス       | 13-14    | 関西学院中学部ジュニアファイターズ |
| 8  | 2021年1月11日 | オービックジュニアシーガルズ | 開催中止 | 関西学院中学部ジュニアファイターズ |
| 9  | 2022年1月10日 | 世田谷ブルーサンダース       | 0-21     | 関西学院中学部ジュニアファイターズ |
| 10 | 2023年1月9日  | 世田谷ブルーサンダース       | 0-21     | 関西学院中学部ジュニアファイターズ |
| 11 | 2024年1月8日  | オービックジュニアシーガルズ | 34-28    | 立命館宇治パンサーズ               |
| 12 | 2025年1月13日 | オービックジュニアシーガルズ | 22-6     | 立命館宇治パンサーズ               |

### マリンボウル歴代優勝チーム
| 回 | 開催年 | チーム名                           |
| -- | ------ | ---------------------------------- |
| 1  | 2012年 | 高槻中学校ワイルドイーグルス       |
| 2  | 2013年 | 世田谷ブルーサンダース             |
| 3  | 2014年 | 佼成学園中学校ロータス             |
| 4  | 2015年 | 立命館宇治パンサーズ               |
| 5  | 2016年 | 関西学院中学部ジュニアファイターズ |
| 6  | 2017年 | 啓明学院中学校セインツ             |
| 7  | 2018年 | 関西学院中学部ジュニアファイターズ |
| 8  | 2019年 | 佼成学園中学校ロータス             |
| 9  | 2022年 | 関西学院中学部ジュニアファイターズ |
| 10 | 2023年 | 立命館守山中学校パンサーズ         |
| 11 | 2024年 | 立命館宇治パンサーズ               |
| 12 | 2025年 | 啓明学院中学校セインツ             |

※詳細の結果は、外部リンクを参照。